# لیندت اند اشپرونگلی

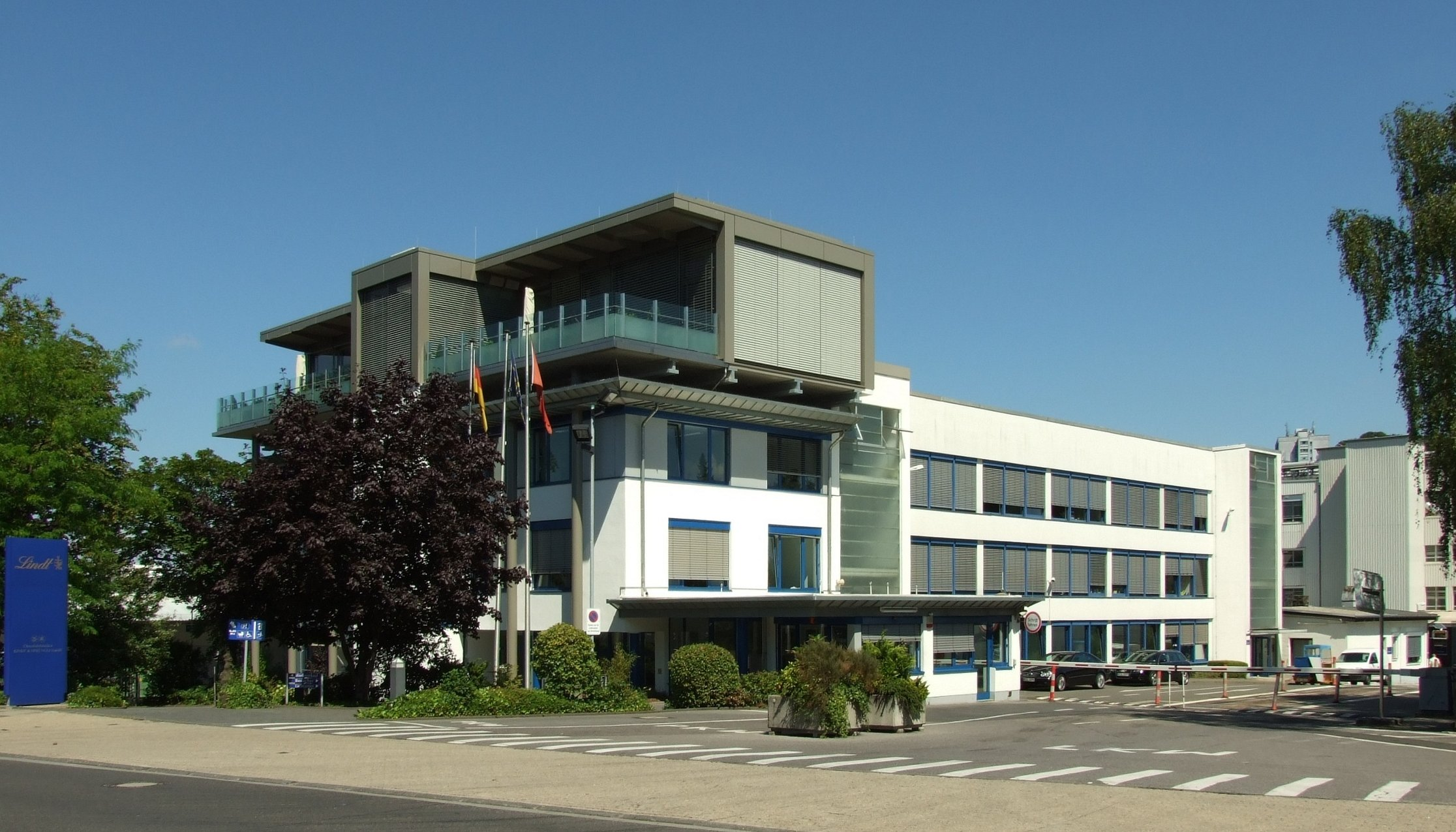
ساختمان اداری لیندت اند اشپرونگلی در آخن، آلمان

لیندت اند اشپرونگلی (به آلمانی: Lindt & Sprüngli) شرکت صنایع غذایی سوئیسی است، که در زمینه تولید و توزیع فراورده‌های قندی و انواع شکلات‌ها، کره بادام زمینی، کاکائو، شامپاین، وانیل، نمک دریایی، کرم کارامل، کارامل و شکلات سوئیسی فعالیت می‌نماید.
شرکت لیندت اند اشپرونگلی در سال ۱۸۴۵ توسط دیوید اشپرونگلی-شوارتز در دهکده‌ای در نزدیکی زوریخ راه‌اندازی شد و در حال حاضر دارای ۶ کارخانه تولیدی در کشورهای آلمان، سوئیس، فرانسه، اتریش، ایتالیا و ایالات متحده آمریکا می‌باشد.
دفتر مرکزی این شرکت در شهر زوریخ قرار دارد و سهام آن در بازار بورس سیکس سوئیس معامله می‌شود.